# И Чу-Хьон
И Чу-Хьон (на корейски: 이주헌; роден на 6 октомври 1994 г.), познат под псевдонима Чу-Хьон и Joonhoney, e южнокорейски рапър и композитор. Член е на южнокорейската бойгрупа „Monsta X“, която е сформирана след шоуто „Mnet's survival, No.Mercy“ през 2015 г.

## Кариера

### 2014: Дебют и начална кариера
Преди дебюта си с Monsta X, Чу-Хьон е част от проектна група, наречена Nu Boyz (заедно с #GUN, Shownu и Wonho), сформирана от компанията Starship Entertainment през август 2014 г. Квартетът качва няколко компилации на YouTube канала на кампанията и участват в откриващия концерт на Starship X през декември 2014 г.
През декември 2014 г. Starship Entertainment и Mnet стартират музикално състезание, наречено No.Mercy, като Чу-Хьон е избран, заедно с шестима други участници (в това число Shownu и Wonho) като част от новата бойгрупа на Starship Entertainment под името Monsta X, представена в последния епизод на шоуто.

### 2015–:Show Me the Moneyи солова кариера
През януари 2015 г. Чу-Хьон издава песен заедно с San E и Hyolyn от Sistar, която е наречена „Coach Me“. Той и Kihyun от групата участват в сауднтрака към южнокорейския филм Orange Marmalade с песента „Attractable Woman“, която е издадена през май 2015 г. и продуцирана от Crazy Park и екипа му. През лятото на 2015 г. Чу-Хьон е избран да участва в четвъртия сезон на рап състезанието Show Me the Money, организирано от Mnet. Там той достига до третия кръг, където е елиминиран в дуел с рапъра И Хьон-Джун. По късно се връща в шоуто, където губи отново в дуел срещу One. През 2016 г. той е един от продуцентите на хип-хоп състезанието на JTBC, наречено Tribe of Hip Hop. През 2017 г. Чу-Хьон издава солов видеоклип на песента „Rhythm“. На 31 август 2018 г. той издава първата си официална компилация „DWTD“, като същия ден излиза и видеоклипа към песента „Red Carpet“. Няколко месеца по-късно е издаден и втория видеоклип, този път към песента „Should I Do“. През февруари 2019 г. той сменя сценичното си име от Чу-Хьон на Joohoney.